# Marisa Coughlan
Pour les articles homonymes, voir Coughlan.
Marisa Christine Coughlan (née le 17 mars 1974) est une actrice américaine.

## Biographie
Elle est née à Minneapolis, dans le Minnesota. Elle fait ses années au secondaire à Breck School, une petite école privée de Minneapolis. Soutenue par son père (Daniel Meritt Coughlan qui abandonne sa carrière d'avocat d'affaires pour s'occuper de sa fille) elle déménage ensuite à Los Angeles et s'inscrit dans une licence de Beaux-Arts à l'Université de Californie du Sud (USC).
Sa première apparition cinématographique qui la fait connaître du grand public est Mrs. Tingle de Kevin Williamson en 1999. Elle joue aux côtés de Katie Holmes. Elle a aussi joué dans Pumpkin avec Christina Ricci), une histoire qui traite des sororités, New Suit, comédie satirique sur les dessous d'Hollywood, Super Troopers, dans lequel elle interprète l'officier Ursula Hanson et Va te faire voir Freddy ! où elle campe le rôle de Betty.
Elle a aussi obtenu un rôle récurrent dans la série Boston Justice où elle joue une secrétaire dans les saisons deux et trois. En 1999, elle tient le rôle de Dawnie dans la série Wasteland. En 2007, elle joue Jenny McIntyre dans la série Side Order of Life sur la chaîne Lifetime qui, malgré de bonnes audiences, ne reconduit pas la série pour une seconde saison.
En 2009, elle interprète le rôle de l'agent Payton Perotta dans la série américaine Bones.

### Vie privée
Elle est longtemps sortie avec l'acteur Kevin Zegers.
Mariée à Stephen Wallack, elle a 2 enfants : Finn et Christine Merritt.

## Filmographie

### Cinéma
- 1999 : Mrs. Tingle
- 2001 : Fausses Rumeurs : Sheila
- 2001 : Super Troopers : Ursula
- 2001 : Va te faire foutre Freddy ! : Betty
- 2003 : I Love Your Work d'Adam Goldberg
- 2006 : Wasted : Kelly
- 2018 : Super Troopers 2 : Ursula

### Télévision
- 1995 : Notre belle famille
- 1996 : Burning Zone : Menace imminente : Chante Lefort
- 1996 : The Guilt : Kendall Cornell
- 1997 : Code Lisa : Barbara Parker
- 1997 : Diagnostic : Meurtre : Allison Porter
- 1998 : Les Sept Mercenaires : Nora
- 1999 : Wasteland : Dawnie Parker
- 2002 : New Suit : Marianne Roxbury
- 2003 : La Treizième Dimension : April Beech
- 2005 : Jake in Progress : Hope
- 2006 : Masters of Horror : Dina
- 2005- 2006 : Boston Justice : Melissa Hughes
- 2006 : Separated at Worth : Tess
- 2007 : Meet Bill : Laura
- 2007 : Side Order of Life : Jenny McIntyre
- 2009 : Médium : Gabrielle
- 2011 : Man Up : Dr Donna Perkins
- 2012 : Gentleman : mode d'emploi (How to Be a Gentleman) : Candice
- 2014 : Space Station 76 : Misty
- 2009 : Bones : agent spécial Payton Perotta (saison 4)